# Гершаим
| Гершаим          | Гершаим | Гершаим |
| ---------------- | ------- | ------- |
| Знаки препинания | ״       | פַּרְדֵּ״ס   |
| Кантилляция      | ֞        | וּרְד֞וּ    |
| ср. с кавычками  |         |         |
| «פַּרְדֵּ״ס», «וּרְד֞וּ»  |         |         |

Герша́им (герша́йим; ивр. גֵּרְשַׁיִם‎; без огласовок: ивр. גרשיים‎), иногда граша́им (ивр. גְּרָשַׁיִם‎) или шней гриши́н — название двух различных типографских знаков в еврейском языке. Название является формой двойственного числа слова «ге́реш» (גֵּרֵשׁ‎) и буквально означает «два гереша» или «двойной гереш».

## Знак препинания
Знак ״‎ обычно используются как знак препинания, который ставится между предпоследней и последней буквами слова в начальной форме или числа.
Используется в следующих целях:
- Чтобы указать на акроним (нотарикон)[2], например:
  - דּוּ״חַ‎ и דּוּ״חוֹת‎ («отчёт» и «отчёты») — сокращение от דין וחשבון‎;
  - מ״כִּ‎ (м. род) и מַ״כִּית‎ (ж. род) — сокращение от מפקד(ת) כִּיתה‎ («командир отделения»).
- Для обозначения многозначных числительных. Например: ח״י представляет 18.[3] Для цифр используется гереш.
- При написании названий еврейских букв, чтобы различать их от слов-омографов[2]. Ср. הוּא שִׂרְטֵט עַיִן‎ («он начертил глаз») и הוּא שִׂרְטֵט עַיִ״ן‎ («он начертил „аин“»).
- Чтобы указать корень слова[2], например: корнем слова תַּשְׁבֵּצִים‎ (/taʃbeˈtsim/ — «кроссворды») является שב״צ‎ (š—b—ṣ); корнем слова לְהַטּוֹת‎ (/lehaˈtot/ — «наклонять») является נט״ה‎ (n—ṭ—h); корнем слова הִסְתַּנְכְּרְנוּת‎ (/histankreˈnut/ — «синхронизированность») является סנכר״נ‎ (с—n—k—r—n).
- В старых текстах для указания транслитерации иностранного слова. Такое использование соответствует английскому использованию курсива. Например, в печатных трудах Раши, город рождения Раши Труа (фр. Troyes) записывается как טרוי״ש‎.

## Кантилляция
Знак ֞ ‎ — разделительный знак кантилляции и ударения в Танахе. Ставится над ударным слогом, как в וַיִּקַּ֞ח‎ (Быт. 22:3).

## Компьютерный набор
Большинство компьютерных и экранных клавиатур не имеют кнопок для гершаим, поэтому при наборе текста вместо них часто используют машинописные кавычки (").
В операционных системах Windows 8 и новее при включённой ивритской раскладке клавиатуры знак ״‎ можно ввести нажатием сочетания клавиш AltGr+'.
В стандартной ивритской раскладке системы macOS знак ״‎ вводится клавишами ⇧ Shift+, — физически теми же, что и машинописные кавычки в английской раскладке (то есть ⇧ Shift+'). Знак ֞ ‎ вводится сочетаниями ⌥ Option+ע и ⌥ Option+⇧ Shift+ב.
В кодировке Юникод для гершаим закреплены следующие коды:
| Внешний вид | Код    | Название                     |
| ----------- | ------ | ---------------------------- |
| ״           | U+05F4 | HEBREW PUNCTUATION GERSHAYIM |
| ֞            | U+059E | HEBREW ACCENT GERSHAYIM      |